# Senses (musikalbum)
Senses är ett musikalbum från 1993 med Elise Einarsdotter Ensemble och Lena Willemark. På skivan framförs jazz inspirerad av folkmusik.

## Låtlista
1. Ljus, dagg, grönska (Elise Einarsdotter) – 7:25
2. Pjoller (Jonas Knutsson) – 6:37
3. Vallåtar efter Nöstmo Halvar (trad, arr EEE/Lena Willemark) – 6:28
4. Lonely Woman (Ornette Coleman/Margo Guryan) – 6:24
5. Sphinx Acre (Elise Einarsdotter) – 8:24
6. And if Sleep Doesn't Come (Irina Ratushinskaya/Elise Einarsdotter) – 6:20
7. Periferiaz (Olle Steinholtz) – 1:00
8. Lat Souli Skaina/Faut Martis polska (trad, arr Lena Willemark) – 5:47
9. Bäste drängens visa (Elise Einarsdotter/Werner Aspenström) – 3:17
10. Domus vonus (Elise Einarsdotter) – 5:26
11. Kraftens källa (Kristian Olsen, arr Lena Willemark) – 6:39

## Medverkande
- Lena Willemark – sång
- Elise Einarsdotter – piano
- Jonas Knutsson – saxofon
- Olle Steinholtz – bas
- Martin Löfgren – trummor, slagverk